# Otwór względny obiektywu
Otwór względny obiektywu – liczbowy stosunek średnicy otworu obiektywu (apertury) do jego ogniskowej, który informuje o ilości światła, jaką przepuszcza obiektyw do wnętrza aparatu fotograficznego, przypadającej na jednostkę powierzchni materiału światłoczułego:
{\displaystyle O={\frac {d}{f}}={\sqrt {B}},}
gdzie:
{\displaystyle B} – jasność obiektywu,
{\displaystyle d} – średnica otworu przysłony,
{\displaystyle f} – ogniskowa.
Jeśli na przykład obiektyw ma otwór o średnicy 20 mm, a ogniskową 40 mm, to jego otwór względny wynosi 20:40, czyli 1:2.
Przy robieniu zdjęć obiektywami o różnych ogniskowych taki sam czas naświetlania wymaga takiego samego otworu względnego. Maksymalny otwór względny obiektywu nazywany jest potocznie jasnością obiektywu, choć w rzeczywistości jest jego pierwiastkiem. W astronomii pojęcie to jest synonimem światłosiły (teleskopu).